# The Elton John Story
The Elton John Story è un documentario sull'artista britannico Elton John.
Diretto da Brian Forbes, viene pubblicato nel 1973; si tratta della prima VHS ufficiale della rockstar inglese. Il documentario indaga il grande successo di Elton, diventato famoso da pochissimi anni: alla fine, illustra il celebre LP Goodbye Yellow Brick Road e alcuni dei suoi brani (come ad esempio le registrazioni di The Ballad of Danny Bailey (1909-34) e Candle in the Wind). Nella VHS ci sono anche delle interviste ad Elton, al suo paroliere Bernie Taupin e ad altri membri della compagnia (come Davey Johnstone, Dee Murray e Nigel Olsson, costituenti la Elton John Band, ma anche il produttore Gus Dudgeon, John Reid e Dick James). Sono inoltre presenti degli spezzoni tratti da concerti dell'epoca: tra i brani eseguiti figurano Saturday Night's Alright for Fighting e Rocket Man.